# SMS Rheinland
La SMS Rheinland era una delle quattro navi da battaglia della Classe Nassau, le prime dreadnought costruite per la Kaiserliche Marine. La nave fu impostata presso i cantieri navali Stettiner Maschinenbau AG Vulcan di Stettino il primo giugno 1907, varata il 26 settembre 1908, ed entrata in servizio nella Hochseeflotte il 30 aprile 1910. L'armamento principale era costituito da dodici cannoni da 280 mm (11 in) di calibro, installati i sei torrette binate disposte in una inusuale configurazione ad esagono.
Insieme alle sue tre pariclasse, prestò servizio durante la prima guerra mondiale, partecipando alle sortite della flotta tedesca nel Mare del Nord che culminarono con la Battaglia dello Jutland il 31 maggio – 1 giugno 1916, dove la Rheinland partecipò ai duri scontri notturni con le unità sottili britanniche.
Partecipò, con le sue pariclasse, anche agli scontri con la marina russa nel Mar Baltico. Nel primo scontro, la battaglia del golfo di Riga, agì come forza di supporto. Tornò nel Baltico nel 1918 per appoggiare la Guardia Bianca nella Guerra civile finlandese, ma si arenò poco dopo il suo arrivo nella zona delle operazioni. I danni subiti furono così gravi da portare alla radiazione dal servizio attivo e al suo utilizzo come caserma galleggiante fino alla fine della guerra.  Nel 1919, in seguito l'autoaffondamento della flotta tedesca a Scapa Flow, fu ceduta algli Alleati come compensazione per le navi che si erano autoaffondate, inviata nei Paesi Bassi presso un cantiere, venne demolita nel 1920. La sua campana è esposta nel museo Militärhistorisches Museum der Bundeswehr a Dresda.

## Descrizione

Schema in pianta della classe Nassau che mostra la disposizione ad esagono delle torrette

Il progetto della classe Nassau iniziò verso la fine del 1903 nel clima della corsa agli armamenti navali tra Gran Bretagna e Germania; a quel tempo, le navi da battaglia iniziavano ad imbarcare batterie secondarie di calibro sempre maggiore, tra cui le italiane e statunitensi con cannoni da 20,3 centimetri (8,0 in) e le britanniche con cannoni da 23,4 centimetri (9,2 in) di calibro, che surclassavano le navi tedesche della Classe Deutschland dotate di cannoni da 17 centimetri (6,7 in). I progettisti tedeschi avevano inizialmente pensato di utilizzare batterie secondarie da 21 centimetri (8,3 in), ma relazioni di intelligence errate del 1904 che accreditavano alla futura classe Lord Nelson cannoni da 25,4 centimetri (10,0 in) li portarono a considerare il progetto di una nave più potente, dotata solo di cannoni grosso calibro considerando di installare otto cannoni da 28 centimetri (11 in). Nei due anni successivi, il progetto fu ingrandito ancora portando a dodici i cannoni installati, nel frattempo la Gran Bretagna aveva varato la HMS Dreadnought.
La Rheinland aveva una lunghezza di 146,1 metri (479 ft), un baglio massimo di 26,9 metri (88 ft) ed il pescaggio di  8,9 metri (29 ft). Il dislocamento standard era di 18 873 t (18 575 long ton), e 20 535 t (20 211 long ton) a pieno carico. La nave era condotta da 40 ufficiali ed 968 marinai. La Rheinland manteneva la configurazione di tre motori a vapore a tripla espansione su tre assi, alimentati da dodici caldaie a tubi d'acqua, rinunciando alle turbine a vapore. Questa configurazione forniva alla Rheinland una potenza di 21 699 PS (15 960 kW) che gli permetteva una velocità massima di 20 nodi (37 km/h). L'autonomia di crociera raggiungeva le 8 300 miglia nautiche (15 400 km) alla velocità di 12 nodi (22 km/h). La scelta dei motori alternativi a vapore fu fatta sia dall'ammiraglio Alfred von Tirpitz sia dal Reichsmarineamt, il dipartimento navale per le costruzioni; che nel 1905 affermava che "l'uso delle turbine nelle navi da battaglia non è consigliabile." Il fattore principale per tale decisione fu il costo: in quel periodo, la ditta Parsons manteneva il monopolio brevettuale delle grandi turbine a vapore e richiedeva 1 milione di Goldmark in royalty per ogni turbina installata. Le industrie tedesche non furono in grado di produrre autonomamente delle turbine a vapore per grandi navi fino al 1910.
La Rheinland portava dodici cannoni da 28 cm (11 in) SK L/45 in sei torrette binate disposte ad esagono. L'armamento secondario era formato da dodici cannoni da 15 cm (5,9 in) SK L/45 e sedici 8,8 cm (3,5 in) SK L/45, tutti montati in casamatta. Durante il suo servizio, due dei cannoni da 8.8 cm furono sostituiti da analoghi pezzi montati su affusti brandeggiabili per la difesa antiaerea. Sulla nave erano installati sei tubi lanciasiluri da 45 cm (17,7 in) posti al di sotto della linea di galleggiamento. Uno dei lanciasiluri era montato a prua, uno a poppa, e due per ogni murata, alle due estremità della paratia antisiluro. La corazza di murata era spessa 300 mm (11,8 in) a mezzanave ed il ponte corazzato era spesso 80 mm (3,1 in). Le torrette erano protette da una corazza da 280 mm (11 in) e la torre di comando con uno spessore di 300 mm (11,8 in).

## Comandanti
La Rheinland ebbe come primo comandante il Kapitän zur See (KzS) Albert Hopman, dall'entrata in servizio fino all'agosto del 1910. Fu temporaneamente sostituito dal Korvettenkapitän Wilhelm Bunnemann quando gran parte dell'equipaggio fu trasferito sul nuovo incrociatore da battaglia SMS Von der Tann, per permetterne l'entrata in servizio nel settembre del 1910. Il KzS Hopman riprese il comando alla fine del mese e lo tenne fino al settembre del 1911. Il KzS Richard Engel lo sostituì nel 1911 e rimase in comando fino all'agosto del 1915, quando fu sostituito dal KzS Heinrich Rohardt che mantené l'incarico per oltre un anno, fino al dicembre del 1916, quando gli subentrò il Korvettenkapitän Theodor von Gorrissen. L'incarico di quest'ultimo durò fino al settembre del 1918; sostituito dal KzS Ernst Toussaint, che comandò la nave per meno di un mese. Il Fregattenkapitän Friedrich Berger fu l'ultimo comandante della Rheinland, dal settembre 1918 fino alla radiazione della nave, il 4 ottobre.

## Servizio

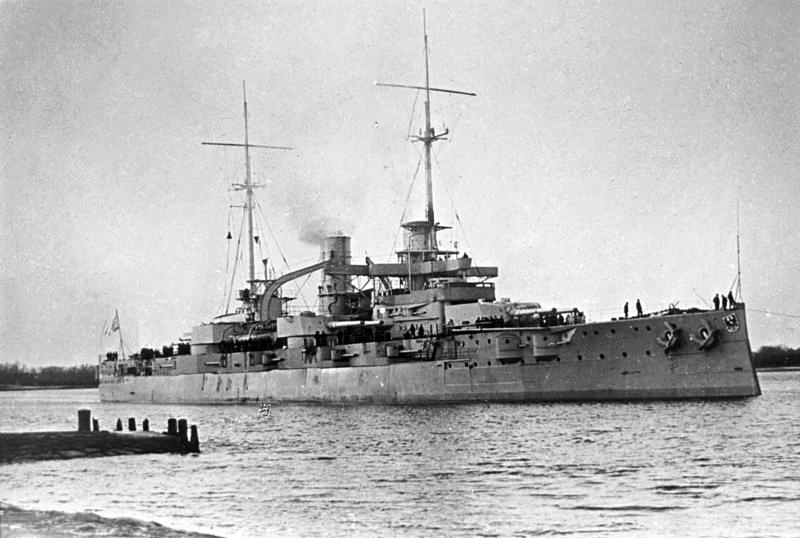
La SMS Rheinland, c. 1910

La Rheinland fu ordinata con il nome provvisorio Ersatz Württemberg, come sostituta della SMS Württemberg, appartenente alla Classe Sachsen. Impostata l'11 giugno 1907 presso i cantieri navali AG Vulcan di Stettino. Come la per sua pariclasse, la Nassau, la costruzione fu condotta nella totale segretezza; il cantiere era sorvegliato da squadre di soldati, come lo erano i fornitori esterni, quali l'impresa di armamenti Krupp. La nave fu varata il 26 settembre 1908; battezzata dalla regina di Romania e Clemens Freiherr von Schorlemer-Lieser, presidente della Renania, fece il discorso augurale. L'allestimento fu completato il febbraio del 1910. Le prime prove in mare furono condotte da un equipaggio civile, tra il 23 febbraio fino al 4 marzo 1910 al largo di Swinemünde. Quindi fu condotta a Kiel, dove prese servizio nella Hochseeflotte il 30 aprile 1910. Ulteriori prove in mare furono condotte nel Mar Baltico.
Concluse le prove in mare il 30 agosto 1910, la Rheinland si diresse a Wilhelmshaven, qui una grande parte dell'equipaggio fu trasferito su il nuovo incrociatore da battaglia Von der Tann. In settembre, in seguito alle manovre autunnali della flotta, l'equipaggio della Rheinland  fu completato con quello della vecchia pre-dreadnought SMS Zähringen, appena radiata. La Rheinland fu assegnata al I. Geschwader  (1ª squadra da battaglia) della Hochseeflotte. In ottobre, seguì la flotta nella crociera invernale, seguita dalle esercitazioni di squadra in novembre. La Rheinland  prese parte alle crociere estive della flotta in Norvegia, che si tennero nel mese di agosto del 1911, 1913, e del 1914.

### Prima guerra mondiale
La Rheinland partecipò a quasi tutte le azioni della flotta tedesca nel Mare del Nord. Il 15–16 dicembre 1914 fu lanciata la prima di queste operazioni, il bombardamento di Scarborough, Hartlepool e Whitby. La sera del 15 dicembre, la flotta tedesca, forte di 12 navi da battaglia, inclusa la Rheinland con la sua squadra e otto corazzate pre-dreadnoughts, si avvicinò fino a sole 10 nmi (19 km) da una squadra isolata di sei navi da battaglia britanniche. Gli scontri, nel buio della notte, tra le flottiglie di cacciatorpediniere in ricognizione convinsero il comandante della flotta tedesca, l'ammiraglio Friedrich von Ingenohl, di essere di fronte all'intera Grand Fleet. Avendo ordini diretti da parte del Kaiser Wilhelm II di non rischiare l'integrità della flotta, von Ingenohl si allontanò dalle unità britanniche e fece rientro in porto. Il 24 aprile 1915, in una sortita della flotta tedesca verso il Dogger Bank, il cilindro di alta pressione del motore sinistro della Rheinland cedette. I lavori di riparazione durarono fino al 23 maggio.

#### Battaglia del Golfo di Riga
Il 31 agosto 1915, molte unità della flotta tedesca furono trasferite nel Mar Baltico per partecipare ad un'incursione nel golfo di Riga. L'obiettivo era distruggere le forze navali russe nel golfo, comprendenti la corazzata pre-dreadnought Slava, e, con il posamine Deutschland, bloccare l'entrata dello stretto di Irben (accesso meridionale al Golfo di Riga) con un campo di mine. Le navi tedesche, guidate da il vice-ammiraglio Hipper, consistevano nella Rheinland e le altre tre navi da battaglia della classe Nassau, quattro navi da battaglia della classe Helgoland, e i tre incrociatori da battaglia Moltke, Von der Tann, e Seydlitz, oltre ad al naviglio minore di scorta.
Il 16 agosto 1915, fu fatto un secondo tentativo di forzare il golfo: la Nassau e la Posen, quattro incrociatori leggeri, e 31 cacciatorpediniere riuscirono a passare le difese russe. Il primo giorno dell'attacco il dragamine tedesco T 46 fu affondato insieme al cacciatorpediniere V 99. Il giorno dopo, la Nassau e la Posen ingaggiarono la nave da battaglia Slava, che fu colpita tre volte e costretta al ritiro. Al 19 agosto, i campi minati russi erano stati bonificati, così la flotta tedesca entrò nel golfo, ma già il giorno dopo, a causa dell'avvistamento di sommergibili alleati, fu dato l'ordine di ritirarsi. Solo la Nassau e la Posen rimasero fino al 21 agosto, dove appoggiarono le azioni che portarono all'affondamento delle cannoniere russe Сивуч II (Leone Marino IIº)  e Кореец (Coreana). L'ammiraglio Hipper in seguito si espresse così in merito alla missione tedesca: "Mantenere navi di valore per un tempo prolungato in un'area ristretta dove l'attività dei sommergibili nemici era in costante aumento, con il conseguente rischio di danni e perdite, era indulgere in un azzardo senza nessuna proporzione con il vantaggio che sarebbe derivato dall'occupazione del golfo prima della conquista di Riga da terra."

#### Ritorno nel Mare del Nord
Alla fine di agosto, la Rheinland ed il resto della Hochseeflotte rientrarono nelle loro basi del Mare del Nord. La prima missione, dopo il rientro, fu una sortita nel Mare del Nord condotta l'11 e 12 settembre, senza incontrare opposizione. Lo stesso tentativo fu ripetuto il 23–24 ottobre sempre senza risultati. Il 12 febbraio 1916,  la Rheinland fu condotta in cantiere per un'ampia revisione, che durò fino al 19 aprile. La Rheinland fece ritorno nei ranghi della flotta tedesca per partecipare ad un'altra sortita in forze il 21–22 aprile. Due giorni dopo la Rheinland faceva parte della flotta di scorta alla missione del I. Aufklärungsgruppe, l'attacco ai porti di Yarmouth e Lowestoft del 24–25 aprile. Durante questa operazione, l'incrociatore da battaglia Seydlitz fu danneggiato da una mina e dovette rientrare in porto. La scarsa visibilità fece interrompere la missione prima che la flotta britannica potesse intervenire.

### Battaglia dello Jutland

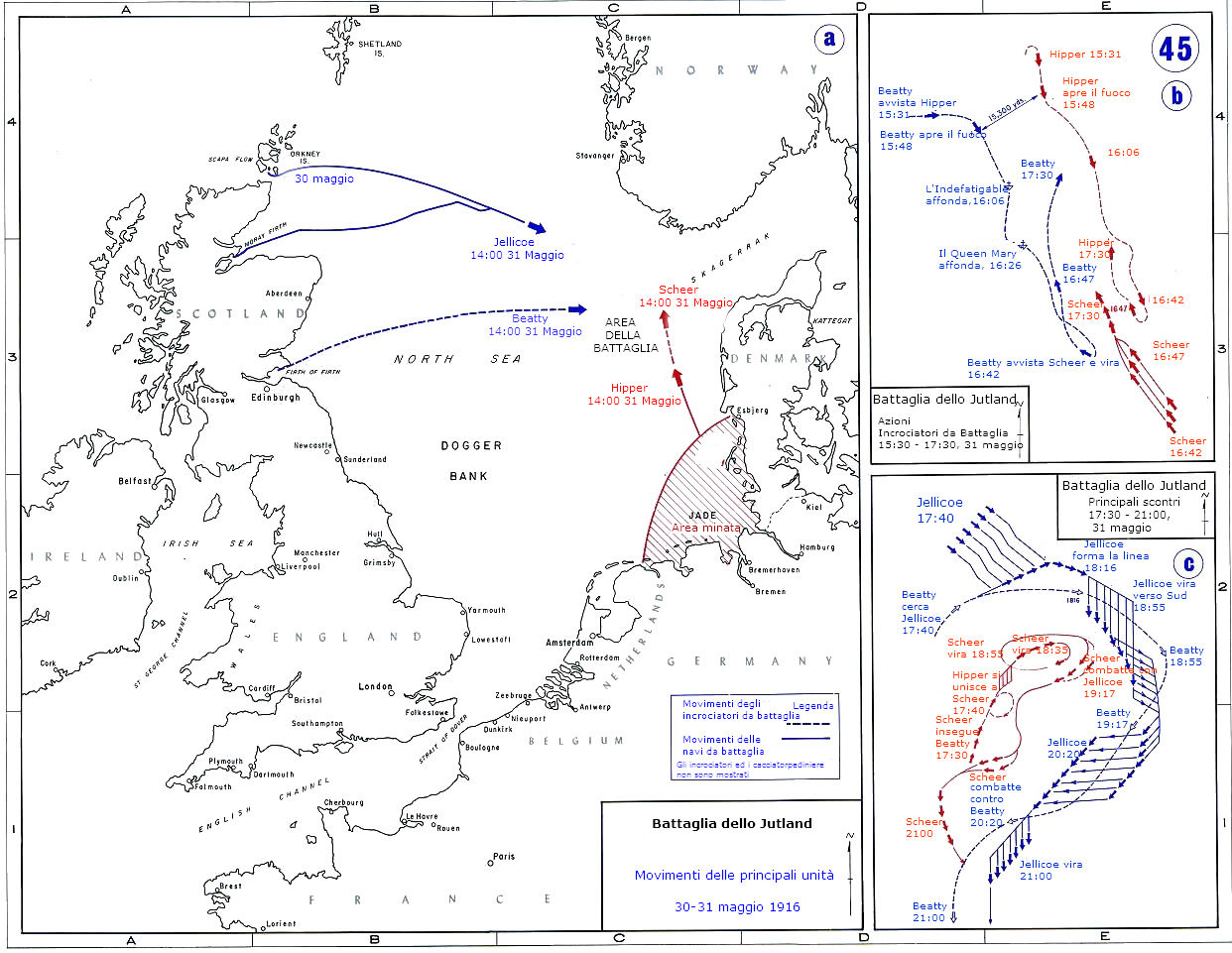
Schema della battaglia dello Jutland

Appena dopo il raid su Lowestoft, l'ammiraglio Reinhard Scheer iniziò a programmare un'altra sortita nel Mare del Nord. Aveva fissato l'operazione per metà maggio, quando era previsto che i danni da mina sofferti dalla Seydlitz fossero riparati poiché Scheer era contrario a sviluppare un'azione in forze senza disporre dei suoi incrociatori da battaglia al completo. Il 9 maggio, tuttavia, alcune navi da battaglia subirono degli inconvenienti ai motori, che rinviarono l'operazione ulteriormente, al 23 maggio. Il 22 maggio, la Seydlitz non era ancora stata completamente rimessa a posto e l'operazione fu ulteriormente rinviata, questa volta per il 29 maggio. A mezzogiorno del 29 maggio, i lavori sulla Seydlitz erano terminati e la nave tornò in linea con il I. Aufklärungsgruppe . Il piano prevedeva per gli incrociatori da battaglia di Hipper di dirigersi verso lo Skagerrak a nord, con l'intenzione di attirare una parte della flotta britannica in modo che potesse essere distrutta dalle navi da battaglia di Scheer.
La Rheinland prese il mare alle 3:30 del 31 maggio, con la II. Division del I. Geschwader (2ª divisione della prima squadra da battaglia). Per la maggior parte della durata della battaglia, il I. Geschwader formò la parte centrale della linea da battaglia tedesca, dietro il III. Geschwader del contrammiraglio Behncke, e seguita dalle obsolete pre-dreadnoughts del II. Geschwader del contrammiraglio Mauve. La Rheinland era la seconda nave di quattro, dietro la Posen, l'ammiraglia di squadra, e davanti alla Nassau ed alla Westfalen.
Tra le 17:48 e le 17:52, undici navi da battaglia tedesche, compresa la Nassau, ingaggiarono il 2nd Light Cruiser Squadron (2ª squadra incrociatori leggeri), la scarsa visibilità impedì un tiro efficace. Dieci minuti dopo la Rheinland riprese il fuoco, mirando, probabilmente, contro l'incrociatore britannico HMS Southampton (1912), senza successo.
Alle 20:15, la Hochseeflotte aveva affrontato la Grand Fleet per la seconda volta e ed era stata costretta a ritirarsi; nel farlo, l'ordine della linea tedesca si era invertito, con la Rheinland terza nella linea, dietro la Westfalen e la Nassau. Alle 21:22, l'equipaggio della Rheinland e della Westfalen, le due navi in testa alla linea tedesca, avvistarono due scie di siluri che risultarono inconsistenti. Le navi della squadra della Rheinland furono fatte rallentare per permettere agli incrociatori da battaglia di passare in testa. Intorno alle 22:00, la Rheinland e la Westfalen avvistarono del naviglio sottile nella crescente oscurità. Dopo aver segnalato con le fotoelettriche, non ricevendo risposta, le due navi virarono a destra per evitare eventuali siluri lanciati, il resto del I. Geschwader li seguì nella manovra.

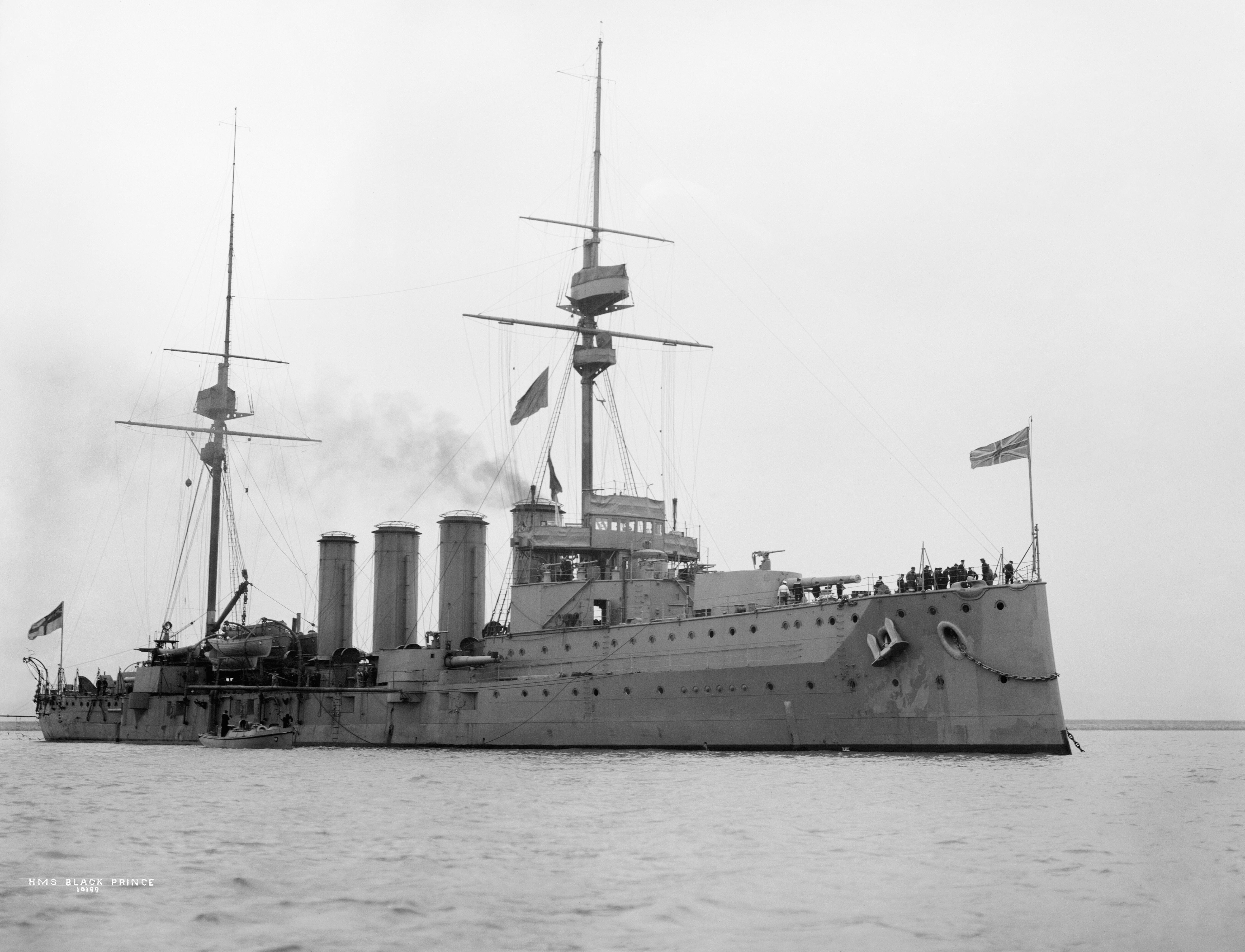
HMS Black Prince

Attorno alle 00:30, l'avanguardia della linea tedesca incontrò una squadra di incrociatori britannici; ne seguì un feroce scontro a breve distanza, la Rheinland colpì l'incrociatore  Black Prince con le sue batterie secondarie ad una distanza tra i 2 200 fino a 2 600 metri (2 400 fino a 2 800 yd). Dopo pochi minuti di fuoco, la Rheinland ed il resto delle navi tedesche virarono per evitare eventuali siluri. Alle 00:36, la Rheinland fu colpita da due proietti da 6 pollici (15 cm) del Black Prince, uno dei proietti tranciò i cavi delle quattro fotoelettriche di prua e danneggiò il fumaiolo anteriore. Il secondo colpì la fiancata della nave ed esplose contro la paratoia trasversale corazzata, deformandola senza penetrare. Dopo circa 45 minuti, la Rheinland fece fuoco contro un cacciatorpediniere, forse l'Ardent, ma interruppe il fuoco non appena un incrociatore tedesco si avvicinò alla linea di tiro. Nel frattempo, il Black Prince veniva distrutto dal tiro della Ostfriesland.
Nonostante la violenza degli scontri notturni la Hochseeflotte forzò gli schieramenti delle forze leggere britanniche e raggiunse il faro di Horns Rev alle 04:00 del 1 giugno.  La flotta tedesca raggiunse Wilhelmshaven poche ore dopo, dove la Rheinland si rifornì e ripristinò le munizioni, le altre tre navi della sua squadra rimasero a guardia degli accessi al porto. Durante la battaglia la nave lanciò 35 proietti da 280 mm (11 in) e 26 da 150 mm (5.9 in). I due proietti delBlack Prince avevano ucciso 10 uomini e ne avevano feriti 20. Le riparazioni iniziarono immediatamente a Wilhelmshaven e furono completate per il 10 giugno.

### Operazioni successive
Dopo la battaglia dello Jutland, la flotta tedesca si impegnò in un'altra sortita il 18–22 agosto, che avrebbe portato il I. Aufklärungsgruppe a bombardare la città costiera di Sunderland nel tentativo di attirare e distruggere gli incrociatori da battaglia britannici dell'ammiraglio Beatty. Dato che, dopo la battaglia dello Jutland, solo due incrociatori da battaglia tedeschi erano in condizioni operative, furono assegnate tre navi da battaglia al I. Aufklärungsgruppe: Markgraf, Grosser Kurfürst, e la Bayern appena entrata in servizio. La Hochseeflotte, con in linea anche la Rheinland, avrebbe seguito a distanza. La Royal Navy venne a conoscenza della sortita e fece salpare la Grand fleet per intercettare le navi tedesche. Alle 14:35, Scheer fu avvisato dell'avvicinarsi delle navi britanniche, e non volendo affrontare di nuovo l'intera flotta britannica appena 11 settimane dopo la battaglia dello Jutland, si ritirò verso i porti tedeschi.
La Rheinland scortò una sortita delle torpediniere tedesche nel Mare del Nord del 25–26 settembre, poi partecipò ad una sortita del 18–20 ottobre. All'inizio del 1917, fu assegnata alla sorveglianza del golfo di Germania. Durante i mesi di luglio ed agosto, si verificarono atti di insubordinazione per la cattiva qualità del vitto. La nave non partecipò all'Operazione Albion contro la Russia, ma stazionò nel Mar Baltico occidentale per prevenire un'eventuale azione britannica in soccorso dell'alleato russo.

#### Spedizione in Finlandia

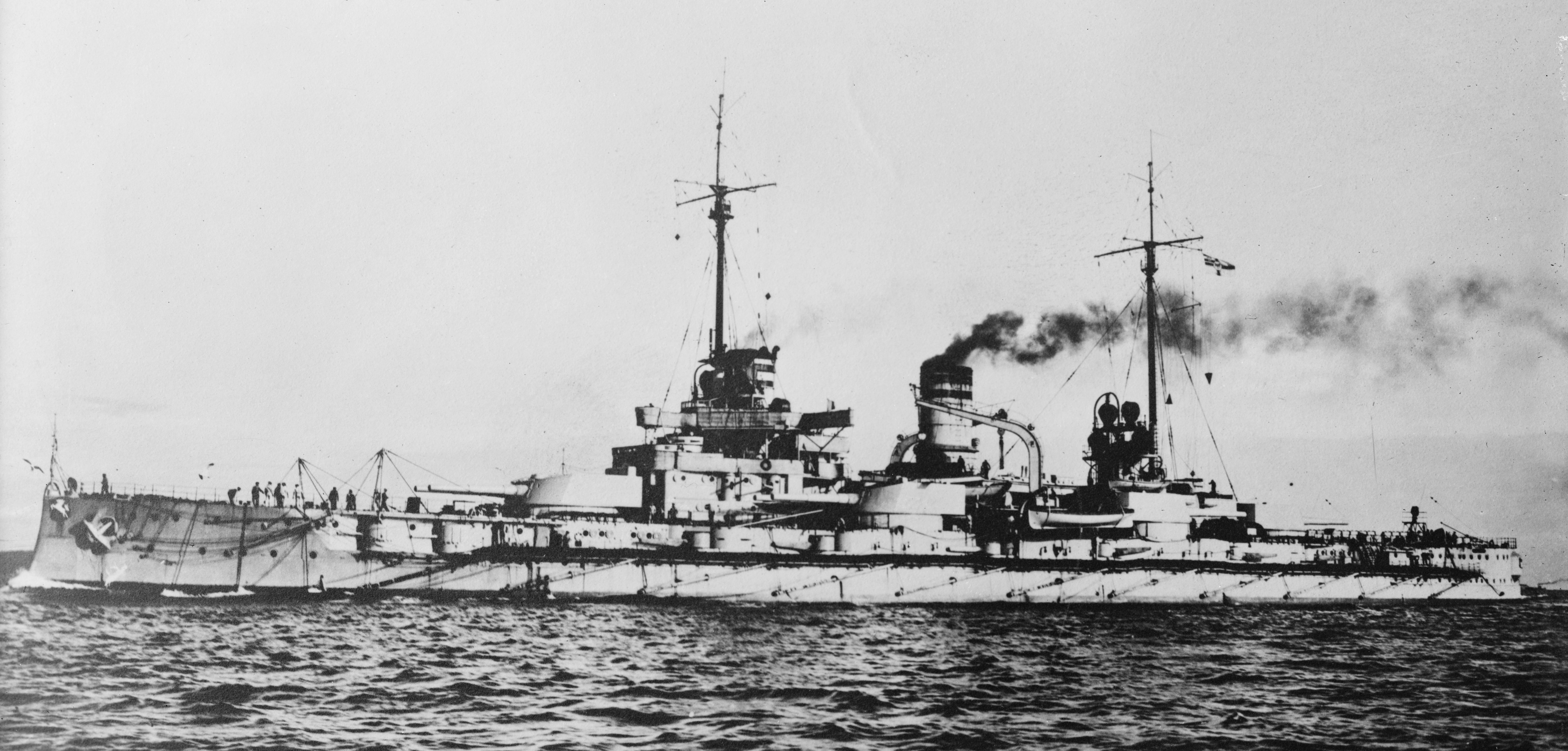
SMS Westfalen

Nel febbraio del 1918 la marina tedesca decise di inviare una spedizione in Finlandia in appoggio delle unità dell'esercito tedesco che stavano per intervenire nella guerra civile finlandese: la Guardia Bianca lottava per mantenere un governo conservatore libero dall'egemonia della nascente Unione Sovietica mentre la Guardia Rossa voleva instaurare una repubblica dei soviet. Il 23 febbraio, due navi della classe Posen, la Westfalen ed la Rheinland, furono assegnate alla Sonderverband Ostsee (unità speciale del Mar Baltico) imbarcando il 14º battaglione Jäger. Il mattino dopo di diressero verso le isole Åland che avrebbero costituito la base avanzata da cui doveva partire l'azione per l'occupazione del porto di Hanko. Da Hanko, la spedizione tedesca avrebbe attaccato la capitale Helsingfors. L'11 aprile, la Rheinland partì dall'isola di Ålands dirigendosi verso Helsinki, per poi proseguire verso Danzica per rifornirsi. Tuttavia, avvolta da una fitta nebbia, si arenò presso l'isola di Lagskär alle 07:30. Due marinai perirono nell'urto e la nave subì gravi danni. La controcarena fu danneggiata e tre compartimenti delle caldaie furono allagati. I tentativi di disincagliarla del 18–20 aprile furono infruttuosi. L'equipaggio fu evacuato per armare la veccia nave pre-dreadnought SMS Schlesien. L'8 maggio, una nave gru fu inviata da Danzica; furono rimosse le batterie principali, parte della corazza delle torri, della cittadella e della prua per un peso di oltre 6 400 tonnellate (6 300 LT), più di un terzo della sua stazza normale, così, con l'aiuto di alcune chiatte, il 9 maggio, fu liberata dalla secca. La nave fu rimorchiata a Mariehamn dove furono effettuate delle riparazioni essenziali. Il 24 luglio fu inviata a Kiel con due rimorchiatori; dove arrivò in tre giorni. Le riparazioni furono valutate non convenienti e il 4 ottobre fu destinata a Kiel come nave caserma.

### Destino finale
In seguito alla resa della Germania nel novembre 1918, la maggior parte delle navi appartenenti alla Hochseeflotte, sotto il comando del contrammiraglio Ludwig von Reuter, furono condotte presso la base navale britannica di Scapa Flow. Mentre alla Rheinland ed alle sue tre pari classe, insieme alle quattro navi della classe Deutschland., fu concesso di rimanere nei porti tedeschi durante i negoziati. La mattina del 21 giugno, la flotta britannica lasciò Scapa Flow per condurre delle esercitazioni in mare, e alle 11:20 Reuter trasmise l'ordine alle sue navi di autoaffondarsi. Di conseguenza, le quattro navi della classe Nassau furono trasferite alle potenze Alleate in riparazione delle navi affondate a Scapa Flow. La Rheinland, che fu radiata dalla flotta il 5 novembre 1919 e ceduta agli alleati.
Il 28 giugno 1920 fu venduta ad un cantiere di Dordrecht per essere demolita. Fu trainata presso il cantiere il 29 luglio e demolita l'anno seguente. La campana della Rheinland è conservata presso il museo Militärhistorisches Museum der Bundeswehr a Dresda .